# DB Regio Südost
Die DB Regio Südost ist für den Schienenpersonennahverkehr der Deutschen Bahn in Sachsen, Sachsen-Anhalt und Thüringen zuständig.
Das Hauptgeschäft sind die Regionalbahn- (RB) und Regional-Express-(RE)-Linien sowie Linien der S-Bahn-Netze Dresden, Mitteldeutschland und Mittelelbe in den drei Bundesländern. Regional tritt sie auch unter dem Markennamen Elbe-Saale-Bahn sowie bis 2019 als Burgenlandbahn auf.

## Struktur

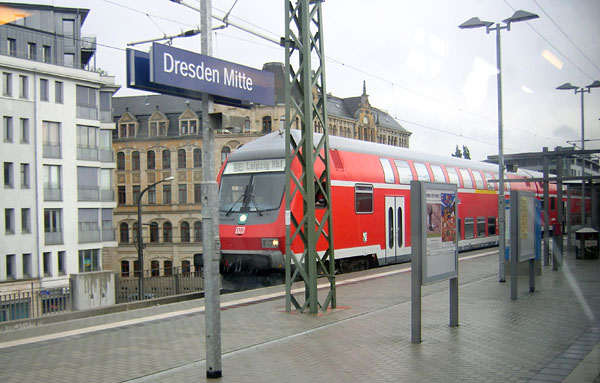
RE Dresden–Leipzig in Dresden Mitte

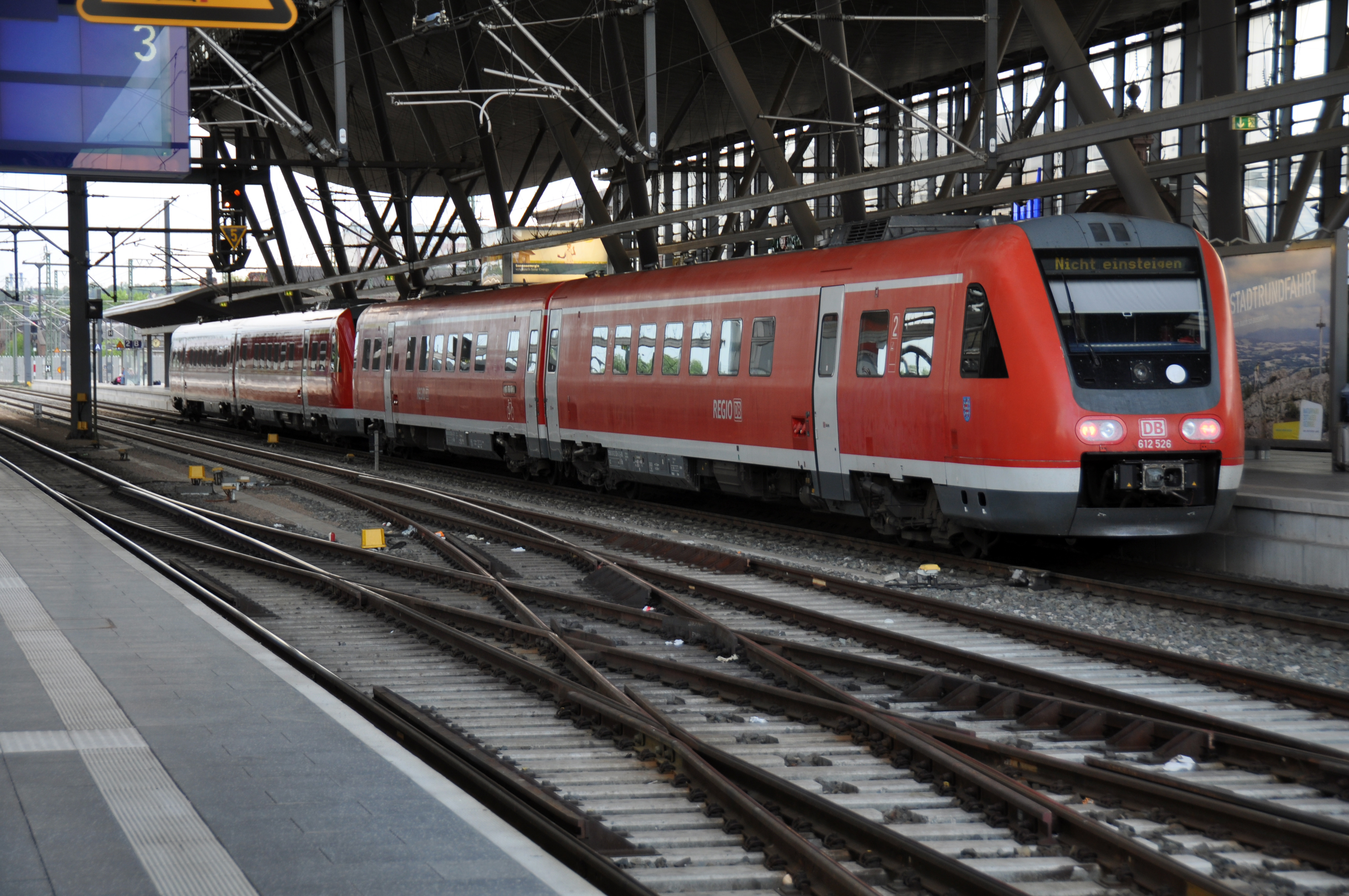
RE im Erfurter Hauptbahnhof

Zurzeit ist die Regionalleitung Südost in die Produktmanagements Sachsen, Sachsen-Anhalt und Thüringen gegliedert.

## Tarife
Die DB Regio Südost ist Teil der jeweiligen Verkehrsverbünde. Die Tarifierung erfolgt den lokalen Verbundtarifen entsprechend.
Sachsen:
- Mitteldeutscher Verkehrsverbund
- Verkehrsverbund Mittelsachsen
- Verkehrsverbund Oberelbe
- Verkehrsverbund Vogtland

Sachsen-Anhalt:
- marego – Magdeburger Regionalverkehrsverbund
- Mitteldeutscher Verkehrsverbund
- Verkehrsverbund Mittelthüringen (Teile des Burgenlandkreises)

Thüringen:
- Mitteldeutscher Verkehrsverbund (Landkreis Altenburger Land)
- Verkehrsverbund Mittelthüringen

## Linienübersicht
| Linie                              | Streckenverlauf                         | Primär eingesetztes Fahrzeug                                                       | Bemerkungen                                               |
| ---------------------------------- | --------------------------------------- | ---------------------------------------------------------------------------------- | --------------------------------------------------------- |
| RE 1                               | Göttingen – Glauchau (Sachs)            | BR 612                                                                             |                                                           |
| RE 2 Nordthüringenbahn             | Erfurt Hbf – Kassel-Wilhelmshöhe        | BR 642                                                                             |                                                           |
| RE 3                               | Erfurt Hbf – Altenburg/Greiz            | BR 612                                                                             | Verstärkerfahrten zwischen Erfurt Hbf und Jena-Göschwitz  |
| RE 7 Mainfranken-Thüringen-Express | Erfurt Hbf – Würzburg Hbf               | BR 612                                                                             |                                                           |
| RE 13                              | Magdeburg Hbf – Leipzig Hbf             | BR 442                                                                             |                                                           |
| RE 14                              | Magdeburg Hbf – Falkenberg (Elster)     | BR 442                                                                             |                                                           |
| RE 19                              | Dresden Hbf – Kurort Altenberg (Erzgeb) | BR 642                                                                             |                                                           |
| RE 19                              | Magdeburg Hbf – Uelzen                  | BR 146.0/Doppelstockwagen                                                          |                                                           |
| RE 20                              | Dresden Hbf – Schöna                    | BR 642                                                                             |                                                           |
| RE 20                              | Schönebeck-Bad Salzelmen – Uelzen       | BR 146.0/Doppelstockwagen                                                          |                                                           |
| RE 30                              | Magdeburg Hbf – Halle (Saale) Hbf       | BR 146.0/Doppelstockwagen                                                          |                                                           |
| RE 50 Saxoniaexpress               | Dresden Hbf – Leipzig Hbf               | BR 442                                                                             |                                                           |
| RE 55 Nordthüringenbahn            | Erfurt Hbf – Nordhausen                 | BR 642                                                                             | Hält überall zwischen Erfurt Hbf und Straußfurt           |
| RE 56 Nordthüringenbahn            | Erfurt Hbf – Nordhausen                 | BR 642                                                                             | Hält überall zwischen Straußfurt und Nordhausen           |
| RE 57                              | Bad Kissingen – Würzburg Hbf            | BR 612                                                                             |                                                           |
| RB 33                              | Dresden Hbf – Königsbrück               | BR 642                                                                             |                                                           |
| RB 34                              | Dresden Hbf – Senftenberg               | BR 642                                                                             |                                                           |
| RB 40                              | Braunschweig Hbf – Burg                 | BR 146.0/Doppelstockwagen                                                          | Verstärkerfahrten zwischen Braunschweig Hbf und Helmstedt |
| RB 51                              | Dessau Hbf – Falkenberg (Elster)        | BR 442                                                                             |                                                           |
| RB 52 Nordthüringenbahn            | Erfurt Hbf – Leinefelde                 | BR 641                                                                             |                                                           |
| RB 53 Nordthüringenbahn            | Bad Langensalza – Gotha                 | BR 641                                                                             |                                                           |
| RB 71                              | Sebnitz (Sachs) – Pirna                 | BR 642                                                                             |                                                           |
| RB 72                              | Kurort Altenberg (Erzgeb) – Heidenau    | BR 642                                                                             |                                                           |
| RB 76                              | Weißenfels – Zeitz                      | BR 641                                                                             |                                                           |
| RB 78                              | Querfurt – Halle (Saale) Hbf            | BR 641                                                                             | bis 12/2024                                               |
| RB 113 Der Geithainer              | Leipzig Hbf – Geithain                  | BR 641                                                                             |                                                           |
| U 28 Nationalparkbahn              | Děčín hl.n. – Rumburk                   | BR 642                                                                             |                                                           |
| S-Bahn Dresden                     | diverse Linien im Raum Dresden          | BR 146.0/Doppelstockwagen BR 146.2/Doppelstockwagen BR 143/Doppelstockwagen BR 642 | Siehe Hauptartikel → S-Bahn Dresden                       |
| S-Bahn Mitteldeutschland           | diverse Linien im Raum Leipzig/Halle    | BR 442                                                                             | Siehe Hauptartikel → S-Bahn Mitteldeutschland             |
| S 1                                | Wittenberge – Schönebeck-Bad Salzelmen  | BR 425                                                                             | Siehe Hauptartikel → S-Bahn Mittelelbe                    |